# Amphidiscophora
Amphidiscophora é uma subclasse de esponjas Hexactinellida. Possui uma única ordem, a  Amphidiscosida.

## Famílias
- Hyalonematidae Gray, 1857
- Monorhaphidae Ijima, 1927
- Pheronematidae Gray, 1870